# اقتصاد إثيوبيا
لدى إثيوبيا واحد من أسرع الاقتصادات نموا في العالم وثاني أكبر دولة في أفريقيا من حيث عدد السكان. تجرى الحكومة خصخصة العديد من العقارات التي كانت مملوكة للحكومة. ومع ذلك فإن بعض القطاعات مثل الاتصالات السلكية واللاسلكية وخدمات النقل الجوي والبري لا زالت بأيدي الحكومة ومن المتوقع أن تظل تحت سيطرة الدولة في المستقبل المنظور.
احتلت إثيوبيا المركز 125 في مؤشر الابتكار العالمي عام 2023. لكنها تراجعت إلى المركز 130 في مؤشر عام 2024.احتلت مالي المركز 129 في مؤشر الابتكار العالمي لعام 2023. في حين تراجعت إلى المركز 131 في مؤشر 2024.

## القطاعات

### الزراعة وصيد السمك
اعتبارًا من عام 2015، مثلت الزراعة ما يقرب من 40.5٪ من الناتج المحلي الإجمالي، و81٪ من الصادرات، وعمل بها 85٪ من القوى العاملة. تعتمد العديد من الأنشطة الاقتصادية الأخرى على الزراعة. يعتبر الإنتاج في الغالب ذا طبيعة كفافية. وتشمل المحاصيل الرئيسية القهوة، البقوليات، والبذور الزيتية، الحبوب والبطاطا و قصب السكر، والخضروات. ومعظم الصادرات عبارة عن سلع زراعية، حيث كان البن هو أكبر مصدر للعملات الأجنبية، ومثلت صادرات إثيوبيا من البن 0.9٪ من الصادرات العالمية، وصادرات البذور الزيتية والزهور 0.5٪. إثيوبيا هي ثاني أكبر منتج للذرة في إفريقيا. وفي عام 2000، ساهمت الثروة الحيوانية في إثيوبيا بنسبة 19٪ من إجمالي الناتج المحلي.
اعتبارًا من عام 2008، بدأت بعض البلدان التي تستورد معظم طعامها، مثل السعودية، في التخطيط لشراء وتطوير مساحات كبيرة من الأراضي الصالحة للزراعة في البلدان النامية مثل إثيوبيا.  وقد أثارت هذه الخوظة مخاوف حيث يواجه السكان المحليين نقص في الغذاء.
جميع مصائد الأسماك في إثيوبيا تجرى في المياه العذبة، بسبب أن البلاد دولة حبيسة. على الرغم من أن إجمالي الإنتاج في تزايد مستمر منذ عام 2007، إلا أن صيد الأسماك يشكل جزء صغير جدًا من الاقتصاد.
نتجت إثيوبيا في 2018:
- 7.3 مليون طن من الذرة (17 أكبر منتج في العالم) ؛
- 4.9 مليون طن من السورغم (رابع أكبر منتج في العالم) ؛
- 4.2 مليون طن من القمح ؛
- 2.1 مليون طن من الشعير (17 أكبر منتج في العالم) ؛
- 1.8 مليون طن من البطاطا الحلوة (خامس أكبر منتج في العالم) ؛
- 1.4 مليون طن من قصب السكر ؛
- 1.3 مليون طن من اليام (خامس أكبر منتج في العالم) ؛
- 988 ألف طن من الفول ؛
- 982 ألف طن من الدخن .
- 743 ألف طن من البطاطس ؛
- 599 ألف طن من الخضار ؛
- 515 ألف طن من الحمص (سادس أكبر منتج في العالم) ؛
- 508 ألف طن موز .
- 470 ألف طن من البن (سادس أكبر منتج في العالم) ؛
- 446 ألف طن من الملفوف .
- 374 ألف طن من البازلاء (20 أكبر منتج في العالم) ؛
- 322 ألف طن من البصل .
- 301 ألف طن من بذور السمسم (سابع أكبر منتج في العالم) ؛
- 294 ألف طن من الفلفل .
- 172 ألف طن من العدس (11 أكبر منتج في العالم) ؛
- 144 ألف طن من الأرز .
- 143 ألف طن من الفول السوداني ؛
- 140 ألف طن من القطن ؛
- 124000 طن من الثوم .
- 102000 طن من المانجو؛
- 101 ألف طن من بذور الكتان (سابع أكبر منتج في العالم) ؛

بالإضافة إلى إنتاج أقل من المنتجات الزراعية الأخرى.

### التعدين
قطاع التعدين صغير حيث يشكل 1 ٪ فقط من الناتج المحلي الإجمالي. ويوجد في البلاد ودائع من الفحم، أوبال ، الأحجار الكريمة، والكاولين، خام الحديد والتنتالوم، ولكن تعدين الذهب هو الأكبر حيث  بلغ إنتاج الذهب في عام 2001 حوالي 3.4 طن.

### السياحة
يتكون قطاع الخدمات بالكامل تقريبًا من السياحة. تطورت السياحة في الستينيات، وتراجعت بشكل كبير في أواخر السبعينيات والثمانينيات في ظل الحكم العسكري. وبدأت الانتعاش في التسعينيات، ولكن النمو كان مقيدًا بسبب الافتقار إلى الفنادق والبنية التحتية. في عام 2002 دخل أكثر من 156 ألف سائح البلاد، وأنفقوا أكثر من 77 مليون دولار أمريكي. في عام 2008، ارتفع عدد السياح الذين دخلوا البلاد إلى 330،000.

## اتجاه الاقتصاد الكلي
يعرض الجدول التالي اتجاه الناتج المحلي الإجمالي لإثيوبيا بأسعار السوق ، وفقًا لتقديرات صندوق النقد الدولي بالأرقام بملايين البير الإثيوبي.
| السنة | الناتج المحلي الإجمالي | نصيب الفرد    | سعر صرف الدولار |
| ----- | ---------------------- | ------------- | --------------- |
| 1980  | 14,665                 | 190           | 2.06 بير        |
| 1990  | 25,011                 | 257           | 2.06 بير        |
| 1995  | 47,560                 | 148           | 5.88 بير        |
| 2000  | 64,398                 | 124           | 8.15 بير        |
| 2005  | 106,473                | 169           | 8.65 بير        |
| 2006  | 131,672                | 202           | 8.39 بير        |
| 2007  | 171,834                | 253           | 8.93 بير        |
| 2008  | 245,973                | 333           | 9.67 بير        |
| 2009  | 386,215                | 398           | 12.39 بير       |
| 2010  | 427,026                | 361           | 13.33 بير       |
| 2017  | 803,350 (تقديرات)      | 846 (تقديرات) |                 |

انكمش الناتج المحلي الإجمالي الحالي (بالدولار الأمريكي) للفرد في إثيوبيا بنسبة 43٪ في التسعينيات.
ويبين الجدول التالي أهم المؤشرات الاقتصادية 1980-2017.
| السنة | الناتج المحلي الإجمالي (بالدولار الأمريكي تعادل القوة الشرائية) | نصيب الفرد (بالدولار الأمريكي تعادل القوة الشرائية) | النمو   | Iمعدل التضخم (بالنسبة المئوية) | الدين (نسبة مئوية من الناتج المحلي الإجمالي) |
| ----- | --------------------------------------------------------------- | --------------------------------------------------- | ------- | ------------------------------ | -------------------------------------------- |
| 1980  | 10.8                                                            | 313                                                 | 4.0%    | 12.4%                          | غير متوفر                                    |
| 1981  | 11.8                                                            | 335                                                 | n/a     | 1.9%                           | غير متوفر                                    |
| 1982  | 12.6                                                            | 349                                                 | 1.0%    | 7.7%                           | غير متوفر                                    |
| 1983  | 14.1                                                            | 379                                                 | 7.8%    | 3.6%                           | غير متوفر                                    |
| 1984  | 14.3                                                            | ▼372                                                | ▼−2.3%  | −0.3%                          | غير متوفر                                    |
| 1985  | ▼13.1                                                           | ▼329                                                | ▼−11.4% | 18.4%                          | غير متوفر                                    |
| 1986  | 14.6                                                            | 356                                                 | 9.7%    | 5.6%                           | غير متوفر                                    |
| 1987  | 17.1                                                            | 403                                                 | 13.9%   | −9.1%                          | غير متوفر                                    |
| 1988  | 17.8                                                            | 405                                                 | 0.6%    | 2.2%                           | غير متوفر                                    |
| 1989  | 18.4                                                            | 406                                                 | ▼−0.5%  | 9.6%                           | غير متوفر                                    |
| 1990  | 19.6                                                            | 418                                                 | 2.6%    | 5.2%                           | غير متوفر                                    |
| 1991  | ▼18.8                                                           | ▼388                                                | ▼−7.2%  | 20.9%                          | غير متوفر                                    |
| 1992  | ▼17.5                                                           | ▼349                                                | ▼−8.9%  | 21.0%                          | 87.1%                                        |
| 1993  | 20.3                                                            | 392                                                 | 13.4%   | 10.0%                          | 141.0%                                       |
| 1994  | 21.5                                                            | 401                                                 | 3.5%    | 1.2%                           | 155.2%                                       |
| 1995  | 23.3                                                            | 421                                                 | 6.1%    | 13.4%                          | 146.6%                                       |
| 1996  | 26.9                                                            | 473                                                 | 13.5%   | 0.9%                           | 132.8%                                       |
| 1997  | 28.1                                                            | 481                                                 | 2.8%    | −7.2%                          | 80.3%                                        |
| 1998  | ▼27.3                                                           | ▼453                                                | ▼−4.2%  | 3.6%                           | 89.3%                                        |
| 1999  | 29.4                                                            | 475                                                 | 6.3%    | 7.9%                           | 97.8%                                        |
| 2000  | 33.0                                                            | 520                                                 | 9.8%    | 0.7%                           | 93.6%                                        |
| 2001  | 36.2                                                            | 554                                                 | 7.4%    | −8.2%                          | 97.3%                                        |
| 2002  | 37.4                                                            | 556                                                 | 1.6%    | 1.7%                           | 107.4%                                       |
| 2003  | ▼37.3                                                           | ▼523                                                | ▼−2.1%  | 17.8%                          | 103.7%                                       |
| 2004  | 42.8                                                            | 584                                                 | 11.7%   | 3.2%                           | 103.1%                                       |
| 2005  | 49.7                                                            | 661                                                 | 12.6%   | 11.7%                          | 78.2%                                        |
| 2006  | 57.0                                                            | 740                                                 | 11.5%   | 13.6%                          | 70.0%                                        |
| 2007  | 65.5                                                            | 828                                                 | 11.8%   | 17.2%                          | 46.8%                                        |
| 2008  | 74.2                                                            | 924                                                 | 11.2%   | 44.4%                          | 41.7%                                        |
| 2009  | 82.3                                                            | 1,008                                               | 10.0%   | 8.5%                           | 37.8%                                        |
| 2010  | 92.1                                                            | 1,110                                               | 10.6%   | 8.1%                           | 40.5%                                        |
| 2011  | 104.7                                                           | 1,243                                               | 11.4%   | 33.2%                          | 45.3%                                        |
| 2012  | 116.0                                                           | 1,355                                               | 8.7%    | 24.1%                          | 37.7%                                        |
| 2013  | 129.7                                                           | 1,491                                               | 9.9%    | 8.1%                           | 42.9%                                        |
| 2014  | 145.8                                                           | 1,650                                               | 10.3%   | 7.4%                           | 46.8%                                        |
| 2015  | 162.7                                                           | 1,812                                               | 10.4%   | 10.1%                          | 54.0%                                        |
| 2016  | 177.6                                                           | 1,947                                               | 8.0%    | 7.3%                           | 53.2%                                        |
| 2017  | 200.6                                                           | 2,165                                               | 10.9%   | 9.9%                           | 54.2%                                        |